# Smolewicze
Smolewicze (biał. Смалявічы, Smalawiczy) – miasto na Białorusi w obwodzie mińskim, stolica rejonu smolewickiego. 15,1 tys. mieszkańców (2010).

## Historia
Miasto magnackie położone było w końcu XVIII wieku w powiecie mińskim województwa mińskiego. Lokowane w 1586 roku, własność Krzysztofa Radziwiłła.
Podczas okupacji hitlerowskiej, w lipcu 1941 roku Niemcy utworzyli getto dla żydowskich mieszkańców. Przebywało w nim około 1500 osób. 28 sierpnia 1941 roku Niemcy zlikwidowali getto, a Żydów zamordowano w pobliskim lesie. Sprawcami zbrodni byli żołnierze z Einsatzkommando 8 oraz litewskie siły pomocnicze. Dowodził SS-Hauptsturmführer Werner Schönemann. 

## Atrakcje turystyczne
Jedną z atrakcji miasta jest stojący tutaj od 2008 roku pomnik świętego Walentego, jedyny pomnik tego świętego stojący na terenie byłego ZSRR. Pomnik ufundowali mieszkańcy parafii św. Walentego w Smolewiczach.

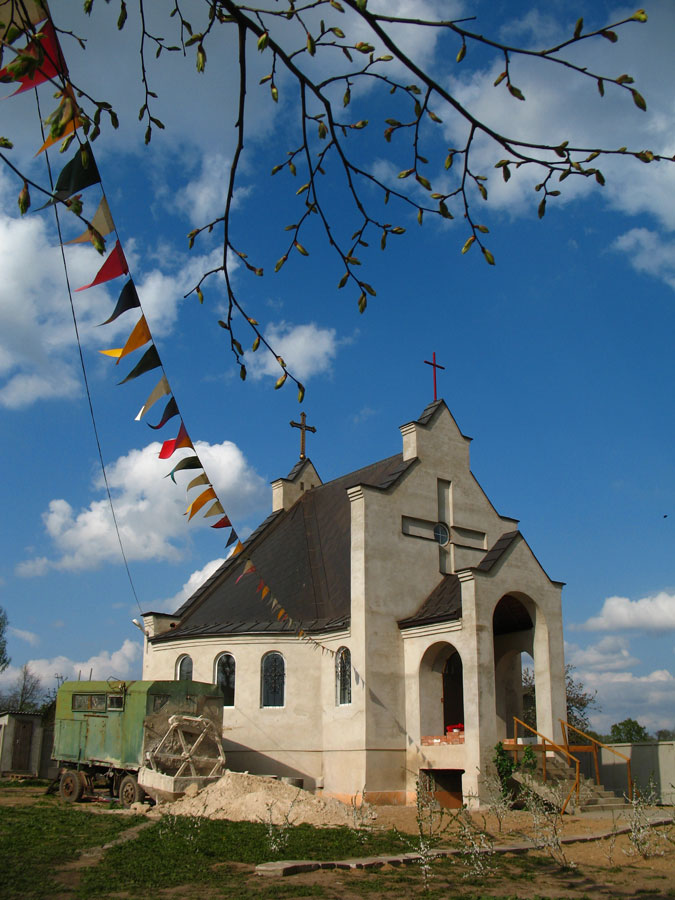
Kościół w Smolewiczach